# Buhameak
Les Buhameak (« bohémiens » en souletin) sont des personnages des mascarades souletines. Ils constituent une forme de contre-monde, mû par des valeurs opposées à celle de la « société respectable », qu'ils tournent en dérision. 

## Description
Les Buhameak sont des personnages importants de la troupe des « Noirs » (beltzak), les étrangers qui apportent le chaos. Ils figurent des « Gitans », réputés sauvages, vulgaires, immoraux, rétifs à tout travail. En Basse-Soule, ils figurent des sédentaires, vivant de mendicité ou de vannerie ; en Haute-Soule, ce seraient plutôt des nomades qui se livrent à la rapine. Ils constituent, avec les Kauterak une forme de contre-monde, mû par des valeurs opposées à celle de la « société respectable », qu'ils tournent en dérision.  
Au nombre de quatre à huit, sous les ordres d'un chef, le Buhame jauna (« Maître des bohémiens ») nommé Bassagaitz, Baratxegarai ou Baratxugaitz, ils portent des tenues bariolées amples et flottantes, taillées dans des dessus de lit ou dans des rideaux et un chapeau ou une capuche assorti souvent décoré de petits pompons et qui leur cache le haut du visage. Ils brandissent un sabre en bois gravé de symboles divers.  
Dans les descriptions du XIXe siècle ils pouvaient aussi être armés d'un fusil. Figurait alors aussi dans la composition de la mascarade un groupe qui comprenait jusqu'à quinze bohémiennes (Buhamesa), vêtues de jupes à rayures rouges et blanches, d'un foulard et d'une écharpe blanche : elles mendiaient auprès du public et l'une était chargée de nourrir Zamalzain pendant la représentation. Jugées trop obscènes, elles ont disparu à la fin du XIXe siècle.

## Rôle dans la mascarade
Les Buhameak participent aux barricades, entrant en scène dans le plus grand désordre après les danses des gorriak, les « Rouges » qui représentant la société souletine. Après avoir tournoyé autour des gorriak qui simulent l'effroi, ils se jettent en tas les uns sur les autres. 
Lors de la représentation, après qu'ils ont tourné sur scène en hurlant et en mimant des combats, leur chef Bassagaitz se lance dans un sermon en basque où il relate grossièrement leurs exploits, commente l'actualité, moquent la société établie et prônent les vices en tout genre. Tout au long de la journée, ils taquinent le public, lancent des pétards ou se battent avec les Kauterak.
Une de leurs fonctions historiques est d'écarter si besoin les obstacles devant le cortège et de repousser d'éventuels assaillants : on affecte donc à ce rôle de solides jeunes gens.
|                             |
| À Mauléon-Licharre en 2007. |

|                    |
| À Ordiarp en 2006. |

|                   |
| À Barcus en 2009. |

|                           |
| À Abense-de-Haut en 2019. |

|                    |
| À Sauguis en 2014. |